# Maurizio Calvesi (directeur de la photographie)
Pour les articles homonymes, voir Calvesi.
Maurizio Calvesi, né le 29 mai 1954 à Rome, est un directeur de la photographie italien.

## Filmographie partielle
- 1992 : La discesa di Aclà a Floristella d'Aurelio Grimaldi
- 1993 : Donne in un giorno di festa de Salvatore Maira
- 1994 : Le buttane d'Aurelio Grimaldi
- 2002 : Ginostra de Manuel Pradal
- 2004 : Le Prix du désir (Sotto falso nome) de Roberto Andò
- 2005 : Coup de foudre en Toscane (Shadows in the Sun) de Brad Mirman
- 2005 : La Dame aux camélias (La signora delle camelie) de Lodovico Gasparini
- 2007 : Valzer de Salvatore Maira
- 2007 : I Vicerè de Roberto Faenza
- 2010 : Le Premier qui l'a dit (Mine vaganti) de Ferzan Özpetek
- 2012 : La Cerise sur le gâteau de Laura Morante
- 2012 : Someday This Pain Will Be Useful to You (Un giorno questo dolore ti sarà utile) de Roberto Faenza
- 2014 : Les Fortunés (La gente che sta bene) de Francesco Patierno
- 2018 : Una storia senza nome de Roberto Andò
- 2021 : Il bambino nascosto de Roberto Andò